# Microgonium nicobaricum
Microgonium nicobaricum là một loài dương xỉ trong họ Hymenophyllaceae. Loài này được R.D.Dixit & Shweta Singh mô tả khoa học đầu tiên năm 2005.
Danh pháp khoa học của loài này chưa được làm sáng tỏ. 